# LICEcap
LICEcap 是一款用于屏幕录像制作的开源软件。
LICEcap支持输出GIF后缀的动画文件录像和自身的无损LCF文件格式，不支持输出使用编码的AVI文件。

## 用途
软件使用演示，文档类操作演示等